# Storage Area Network
Storage area network (zkratka SAN) je dedikovaná (oddělená od LAN, WAN, atd) datová síť, která slouží pro připojení externích zařízení k serverům (disková pole, páskové knihovny a jiná zálohovací zařízení). SAN vznikla hlavně kvůli narůstajícím potřebám na zabezpečení a konsolidaci dat. Kvůli poměrně vysokým pořizovacím nákladům se SAN budují hlavně ve větších společnostech (bankovní sektor, automobilový průmysl, média), které vyžadují vysokou dostupnost svých služeb, rychlé odezvy v transakčně orientovaných aplikacích a co největší škálovatelnost (rozšiřitelnost). V poslední době se však díky klesající ceně začínají malé SAN rozšiřovat i do stále menších společností. SAN zařízení tak postupně nahrazují tzv. DAS (Direct Attach Storage) technologii, kde součástí serveru byly všechny disky či zálohovací zařízení, nejčastěji připojené pomocí SCSI řadiče či interního RAID řadiče. DAS koncept má samozřejmě řadu nevýhod. Není možné fyzicky oddělit data a datové zdroje od samotného serveru a mnohdy se stává, že komplikovanější havárie serveru, či živelní pohroma (požár, povodeň a jiné) způsobí ztrátu dat. Dále mohou nastat obtíže při migraci dat na jiný server, servery mají omezenou diskovou kapacitu a není prakticky možné mít tzv. „no single point of failure“ architekturu. Naproti tomu SAN oproti DAS nabízí:
- Fyzické oddělení dat a serverů. Jednotlivé prvky mohou být od sebe vzdáleny až desítky km
- Sdílení zdrojů (diskových zařízení, zálohovacích zařízení) mezi jednotlivými servery (velmi omezeně umí toto i DAS)
- Vyšší propustnost
- Definici redundantních cest ke zdrojům (velmi omezeně umí toto i DAS)
- Podporu pro clusterová řešení a architekturu „no single point of failure“
- Podpora pro tzv. Disaster Recovery sites

## Druhy sítí
Běžné SAN sítě využívají Fibre Channel protokol (SCSI), kde jako nosné medium je použitý optický kabel.
- Fibre channel protokol (FCP), mapující s SCSI přes optické nebo metalické medium (používá se hlavně optika, metalické spoje jsou definovány standardem). Aktuálně nejběžněji používaný. Ve variantách 1 Gbit/s, 2 Gbit/s, 4 Gbit/s, 8 Gbit/s, 10 Gbit/s.
- FICON mapování přes Fibre Channel (užívaný mainframe servery).
- iSCSI, iFC , mapující SCSI nebo FC přes TCP/IP.
- HyperSCSI , mapující SCSI přes Ethernet.
- ATA přes Ethernet , mapování ATA přes Ethernet.
- SCSI a/nebo TCP/IP mapování přes InfiniBand (IB).

## FC protokol v síti SAN
Fibre channel protokol definuje 3 různé topologie – Point-to-Point, Arbitrated Loop a Fabric. Samotná SAN síť využívá hlavně Fabric topologii, s ostatními je možné se setkat například v koncových zařízeních pro propojení jednotlivých komponent. V praxi se třeba Arbitrated Loops se používá v některých diskových polích pro propojení řadičů a jednotlivých expanzí s disky.

### Základní stavební kameny fabric sítí
- Host Bus Adapter (HBA) – Speciální karta, která připojuje jednotlivé servery do SAN. Analogií v DAS architektuře by byl SCSI řadič. Každé HBA (a kterýkoliv jiný node či uzel v SAN) má unikátní 64bitovou WWN adresu (analogie ethernetovské MAC adresy), která ji jednoznačně identifikuje v rámci SAN. Adresa se skládá z prefixu výrobce a samotného čísla karty.

- Fabric Switch – zařízení, které propojuje jednotlivé prvky v rámci fabric SAN a zajišťuje jejich komunikaci (analogie ethernet switche). Uzlem může být buď nějaký server (HBA), koncové zařízení a nebo jiný FC switch. Každý switch obsahuje určitý počet portů pro připojení těchto zařízení. Vyrábějí se jak malé 8 nebo 16portové switche tak i velké (tzv. directory), které jich obsahují až 256. Počet zařízení v celé fabric je limitován na 65 535 prvků.

- Koncová zařízení – většinou disková pole nebo jiné zařízení pro ukládání dat, archivaci či zálohování.

### Vzdálenost mezi jednotlivými prvky SAN
Protože jako medium je v drtivé většině použit optický kabel, jsme také schopni přenášet data na několikanásobně větší vzdálenost než při použití např. SCSI LVD kabelu. Tato vzdálenost je daná tzv. optickým transceiverem na jednotlivých komponentách SAN, vlnovou délkou a tloušťkou optického kabelu.
Short Wawe
- Tloušťka kabelu 65 mikronů >175 m
- Tloušťka kabelu 50 mikronů >500 m

Long Wawe
- Tloušťka kabelu 9 mikronů >9 km

Pokud chceme data přenášet na delší vzdálenosti je nutné použít ještě jiné přenosové technologie (např. WDM).

### Komunikace v rámci fabric
Jeden z nejdůležitějších mechanismů je v rámci fabric je tzv. zoning (analogií v sítích Ethernet je protokol 802.1q – tzv. VLANS), pomocí nějž může správce SAN definovat pomocí zón zařízení, která spolu mohou komunikovat. Například pokud má naše infrastruktura diskové pole, páskovou knihovnu, 5 serverů a jeden zálohovací server, může být zónování navrženo tak, aby všechny servery byly schopny komunikace s diskovým polem a pouze zálohovací server bude mít nadefinovanou zónu pro další komunikaci s páskovou knihovnou. Zoning je propagován v celé SAN a stačí tedy definovat příslušnou zónu na kterémkoliv fabric switchi. Používají se 2 způsoby:
- Definicí zón nad jednotlivými fyzickými porty switchů
- Definicí zón nad WWN adresami

V praxi je lepší používat zóny nad WWN, protože předejdeme potížím s komunikací při přepojení zařízení z jednoho portu do jiného. Port zoning se používal hlavně dříve, kdy wwn zoning ještě nebyl vždy podporován. Použití zoningu je ve většině případů holá nutnost. Jednak některá zařízení to přímo vyžadují, ale hlavně předejdeme nepředvídatelným okolnostem, které mohou způsobit některé nody přistupující na zařízení komunikující již s jiným nodem apod.

### Lun masking
Lun masking zajišťuje další granularitu SAN. Jak jsme si popsali výše, zoning tedy zajišťuje rozdělení fabric na nody, které spolu mohou komunikovat a které ne. To však pro většinu zařízení není postačující. Pokud máme například diskové pole se 2 raid kontrolery, zoningem pouze definujeme, které servery s těmito kontrolery mohou komunikovat. Na diskovém poli však mohou být definovány desítky a desítky logických disků a i ty je potřeba přiřadit konkrétnímu serveru. Proto se na diskových polích definuje tzv. mapování. Každý virtuální disk dostane přiřazen tzv. Logical Unit Number (LUN) a ten se poté mapuje na konkrétní WWN adresy v SAN. Kombinací zoningu a mapování tedy zajistíme, že všechny servery vidí diskové pole, ale každý server vidí jen disky, které mu patří.

## Sdílení médií
V rámci SAN je možné sdílet jednotlivá zařízení, ať jsou to třeba virtuální logické disky nebo páskové knihovny. To se hodí například při budování clusterů, filesystémů na kterých požadujeme paralelní operace a nebo LAN-less či Server-less zálohování, kdy veškerý objem dat zálohujeme přes SAN síť a významně tím šetříme provoz na LAN síti.
SAN v podstatě umožňuje spojování skladovacích „ostrovů“ použitím vysokorychlostní sítě. Operační systém vidí zařízení v SAN jako lokálně připojené zařízení. V případě logických disků vypublikovaných na diskovém poli vidí řadu lokálních disků, na kterých může být nakonfigurován některý z filesystémů který daný OS podporuje, či některý z disků může být přímo použit například databázovým softwarem (viz Oracle DB na raw volumech či ASM). Jeden z problémů přístupu k datům v SAN je ten, že SAN řeší sdílení logických disků mezi jednotlivými nody, avšak OS většinou nikoliv, protože současný design většiny filesystémů neumožňuje paralelní přístup. Pokud je tato funkcionalita požadována, je řešena pokročilými souborovými systémy jako např. ADvFS (True64), GPFS(Linux, AIX), VMFS (VmWare), které jsou většinou na komerční bázi. Navzdory těmto problémům SAN napomáhá k lepší konsolidaci dat a také k jejich efektivnějšímu a rychlejšímu přístupu než je tomu například při použití technologie NAS.

## Kompatibilita
Jeden z dřívějších problémů s Fibre Channel SAN byl, že karty a další hardware od různých výrobců nebyl zcela kompatibilní. Ačkoli základní skladovací protokoly FCP byly vždy jako standardy, některé z vyšších funkcí nepracovaly korektně. Mnoho řešení byla na trh vydána ještě před dokončením standardů.
Kombinované úsilí členů Storage Networking Industry Association (SNIA) situaci zlepšilo. Ale i dnes nejdražší zařízení distributorů s HBAS switchem a diskovým úložištěm vykazují chyby s použitým hardwarem různých firem.